# Pacifische roodbaars
De Pacifische roodbaars (Sebastes alutus) is een straalvinnige vis uit het geslacht Sebastes en behoort derhalve tot de orde van schorpioenvisachtigen (Scorpaeniformes). De vis kan maximaal 51 cm lang en 1400 gram zwaar worden. De hoogst geregistreerde leeftijd 100 jaar. 

## Leefomgeving
Sebastes alutus is een zoutwatervis. De vis prefereert een diepwaterklimaat en leeft hoofdzakelijk in de Grote Oceaan. De diepteverspreiding is 0 tot 825 m onder het wateroppervlak. 

## Relatie tot de mens
Sebastes alutus is voor de visserij van groot commercieel belang. In de hengelsport wordt er weinig op de vis gejaagd. 